# 21774 O'Brien
21774 O'Brien este un asteroid din centura principală de asteroizi.

## Descriere
21774 O'Brien este un asteroid din centura principală de asteroizi. A fost descoperit pe 3 septembrie 1999 la Stația Anderson Mesa în cadrul programului LONEOS. Asteroidul prezintă o orbită caracterizată de o semiaxă mare de 2,34 ua, o excentricitate de 0,08 și o înclinație de 6,7° în raport cu ecliptica.